# Ligand (biohemija)
Ligand (lat. ligare — vezati se), u biohemiji i farmakologiji, je supstanca koja može da se veže i formira kompleks sa biomolekulom koji ima biološku svrhu. I užem smislu, to je signal aktivirajući molekul, koji se vezuje za ciljni protein.
Vezivanje se ostvaruje međumolekulskim silama, kao što su vodonične veze i van der Valsove sile, ili koordinacionim vezama s metalnim centrima i atomima kiseonika, azota ili sumpora. Ireverzibilno kovalentno vezivanje između liganda i njegovog ciljnog molekula je retko u biološkim sistemima. Vezivanje liganda za receptor menja hemijsku konformaciju receptora. Konformaciono stanje receptora određuje njegovo funkcionalno stanje. Ligandi mogu da budu supstrati, inhibitori, aktivatori, i neurotransmiteri. Jačina vezivanja se naziva afinitet.
Radioligandi su jedinjenja obeležena radio izotopima. Oni se koriste in vivo u PET studijama, i in vitro u studijama vezivanja.

## Receptor/Ligand afinitet vezivanja
Interakcija većine liganda sa njihovim mestom vezivanja može biti karakterisana afinitetom vezivanja. Visok afinitet vezivanja liganda je rezultat jakih intermolekularnih sila između liganda i njegovog receptora. Generalno, vezivanje sa visokim afinitetom uzrokuje duži boravak liganda u aktivnom mestu receptora. Vezivanje takvih liganda za receptore dobija fiziološki značaj kad deo energije vezivanja prouzrokuje konformacionu promenu receptora, koja rezultuje u promeni ponašanja asociranog jonskog kanala ili enzima.
Ligand koji može da se veže za receptor, promeni funkciju receptora i inicira fiziološki odgovor se zove agonist tog receptora. Vezivanje agonista za receptor se može okarakterisati u smislu veličine izazvane fiziološke reakcije i koncentracije agonista koja je neophodna da bi se proizvela fiziološka reakcija. Vezivanje liganda sa visokim afinitetom podrazumeva da je relativno niska koncentracija liganda adekvatna da se u maksimalnoj meri zauzme mesto vezivanja i da se podstakne fiziološka reakcija. Vezivanje liganda sa niskim afinitetom podrazumeva da je relativno visoka koncentracija liganda potrebna pre nego što je mesto vezivanja maksimalno zauzeto i maksimalni fiziološki odgovor na ligand dostignut. U primeru prikazanom na desnoj strani, dva različita liganda se vezuju za isto mesto vezivanja na receptoru. Samo jedan od prikazanih agonista može da maksimalno stimuliše receptor i iz tog razloga se definiše kao "pun agonist". Agonist koji može samo parcijalno da aktivira fiziološki odgovor se naziva "parcijalni agonist". Ligandi koji se vezuju za receptor, a ne proizvode fiziološki respons su receptor "antagonisti". U ovom primeru koncentracija na kojoj pun agonist (crvena kriva) može da polu-maksimalno aktivira receptor je oko 5 x 10−9 .
U primeru prikazanom na levoj strani, krive vezivanja liganda su prikazane za dva liganda sa različitim afinitetom vezivanja. Vezivanje liganda je često karakterisano koncentracijom liganda na kojoj je polovina aktivnih mesta receptora popunjena, ova veličina je poznata kao konstanta disocijacije. Ligand ilustrovan crvenom krivom ima veći afinitet i manju  vrednost nego ligand ilustrovan zelenom krivom. Ako su ova dva liganda istovremeno prisutna, ligand većeg afiniteta se veže u većoj meri za aktivna mesta. Iz ovoj razloga ugljen-monoksid može da potisne kiseonik iz kompleksa sa hemoglobinom, posledica čega je trovanje ugljen-monoksidom.
Afinitet vezivanja se najčešće određuje koristeći radio-obeležene ligande. Eksperimenti homolognog kompetitivnog vezivanja se sastoje od kompeticije za mesto vezivanja između radio-obeleženog i neobeleženog liganda. Primeri metoda koji nisu zasnovani na obeleženim ligandima su površinska plazmon rezonancija (SPR) i dualno polarizaciona interferometrija (DPI). Ovi metodi mogu takođe da odrede afinitet na osnovu analize bazirane na koncentraciji ali isto tako na osnovu kinetike asocijacije i disocijacije, a u DPI slučaju konformacionih promena prouzrokovanih vezivanjem.

### Potentnost i vezujući afinitet leka
Podaci o afinitetu vezivanja nisu dovoljni da se odredi sveukupna potentnost leka. Potentnost je rezultat kompleksnog međusobnog delovanja afiniteta vezivanja i efikasnosti liganda. Efikasnost liganda je njegova sposobnost da proizvede biološki respons nakon vezivanja za ciljni receptor, kao i magnituda tog responsa. Taj respons može biti kao agonist, antagonist ili inverzni agonist u zavisnosti od tipa proizvedenog fiziološkog responsa.

## Selektivnost
Selektivni ligandi imaju tendenciju da se vezu za ograničeni broj receptora, dok se neselektivni ligandi vezuju za više tipova receptora. Ovo ima važnu ulogu u farmakologiji, gde su neselektivni lekovi skloniji posedovanju nepoželjnih efekata, zato što se oni vezuju za nekoliko drugih receptora pored onog koji proizvodi željeni efekat.

## Literatura
- Kenakin, Terrance P. (2006). A pharmacology primer: theory, applications, and methods (на језику: енглески). Academic Press. ISBN 978-0123705990.
- Nussey, Stephen; Whitehead, Saffron (ур.). „Ligand binding to hormone receptors”. Endocrinology: An Integrated Approach. BIOS Scientific Publishers Ltd. ISBN 978-1-85996-252-7.
- Bruce Alberts, Dennis Bray, Julian Lewis, Martin Raff, Keith Roberts and James D. Watson. (1994). Molecular Molecular Biology of the Cell Проверите вредност параметра |url= (помоћ).

## Spoljašnje veze
- BindingDB